# Rhodogorgonales
Ordre
L'ordre des Rhodogorgonales est un ordre d'algues rouges de la sous-classe des Corallinophycidae, dans la classe des Florideophyceae. 

## Liste des familles
Selon AlgaeBase (25 juil. 2012), Catalogue of Life (25 juil. 2012) et World Register of Marine Species (25 juil. 2012) :
- famille des Rhodogorgonaceae S.Fredericq, J.N.Norris, & C.Pueschel

Selon NCBI (25 juil. 2012) :
- famille des Rhodogorgonaceae
  - genre Renouxia
  - genre Rhodogorgon